# باندورا (غوته)

نسخة حديثة من المسرحية، نشرت في 30 يونيو 2012

باندورا (العنوان الأصلي:Pandora) مسرحية مجزئة من تأليف الكاتب المسرحي الألماني يوهان فولفغانغ فون غوته، كتبها بين نوفمبر 1807 وحتى يونيو 1808، نشرت طباعة لأول مرة في 1810/1809، وقبل ذلك نشرت قطعة من المسرحية في العددين الأولين من مجلة بروميثيوس. اسم المسرحية مأخوذ من شخصية الميثولوجيا الإغريقية باندورا التي خلقت بأمر من زيوس ومنحت العديد من المزايا وهي السبب في انتشار الشر بفتحها لصندوق باندورا حسب الاعتقاد الإغريقي، يظهر في المسرحية كذلك شخصيات إغريقية أخرى مثل بروميثيوس.

## وصلات خارجية
| - باندورا، على أرشيف الإنترنت. - باندورا، على كتب جوجل. - باندورا، على موقع أمازون. | - باندورا، على مكتبة جامعة ويسكنسن-ماديسون. - باندورا، على مكتبة جامعة هارفارد. - باندورا، على مكتبة جامعة ميشيغان. |  |